# Char factice

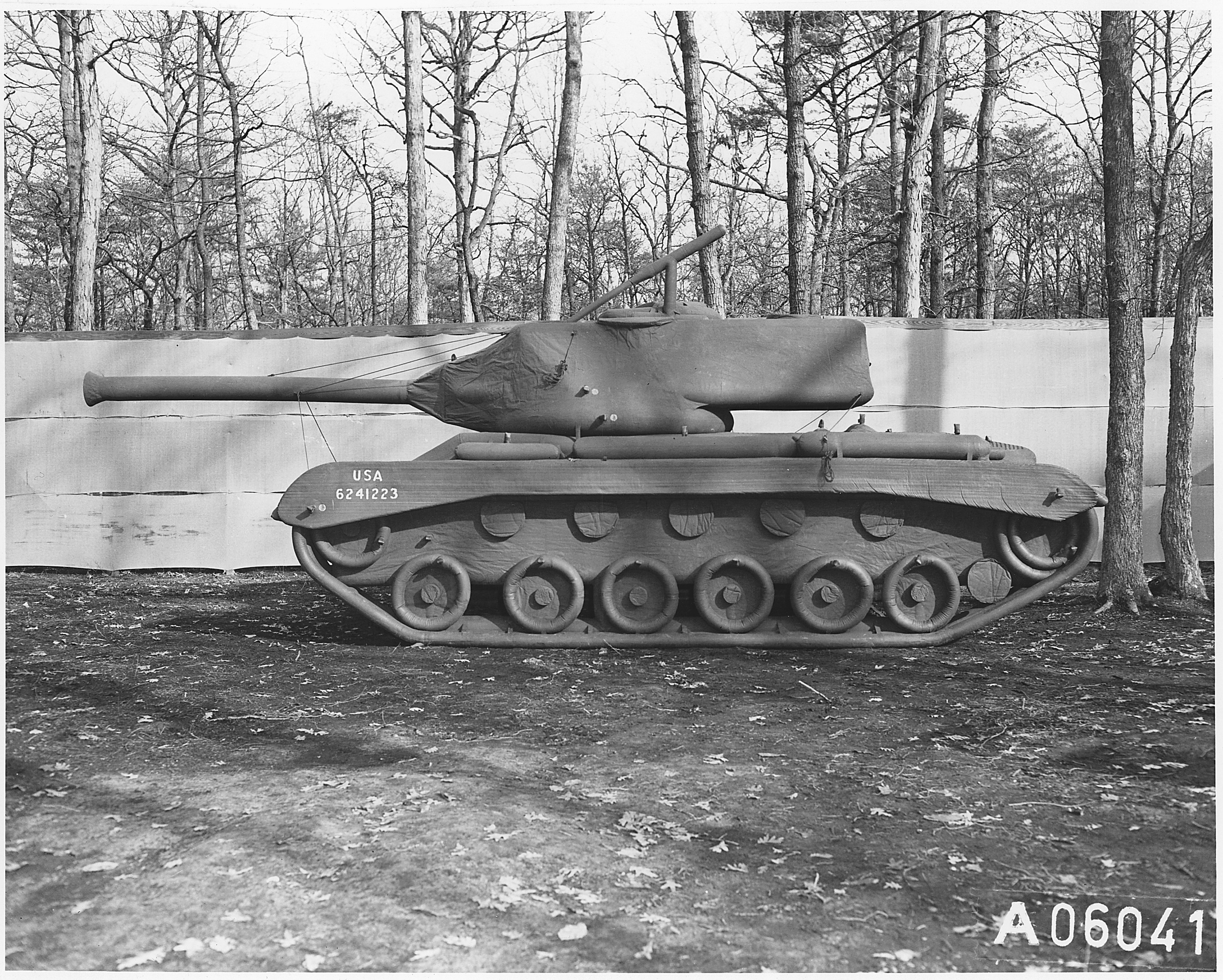
Maquette gonflable M47 Patton.

Les chars factices sont des imitations de blindés utilisées par les armées comme moyen de tromperie militaire. Ils sont une forme de leurre.
Les premiers chars factices ont été conçus en bois et en toile puis en matières gonflables afin de ressembler à de vrais chars. Fragiles et crédibles surtout de loin, ils sont déployés de manière visible pour tromper l'intelligence ennemie. Les conceptions modernes sont plus avancées et peuvent imiter les signatures thermiques, ce qui en fait des illusions plus efficaces.

## Première Guerre mondiale
Pendant la Première Guerre mondiale, les forces alliées ont utilisé des versions factices des chars lourds britanniques. Ils ont été construits à partir d'une charpente en bois et recouverts de toile de jute peinte afin de ressembler esthétiquement aux vrais. Les chenilles de ces chars factices ne sont pas fonctionnelles mais certains de ces chars ont été dotés de roues dissimulées leur permettant d'être remorquées d'un endroit à l'autre par une paire de chevaux. Des chars factices, représentant des modèles alliés, ont également été construits par les Allemands, même s'ils n'ont déployé qu'un petit nombre de vrais chars. Il est possible qu'ils aient été utilisés pour l'entraînement plutôt que pour la tromperie militaire.

## La Seconde Guerre mondiale

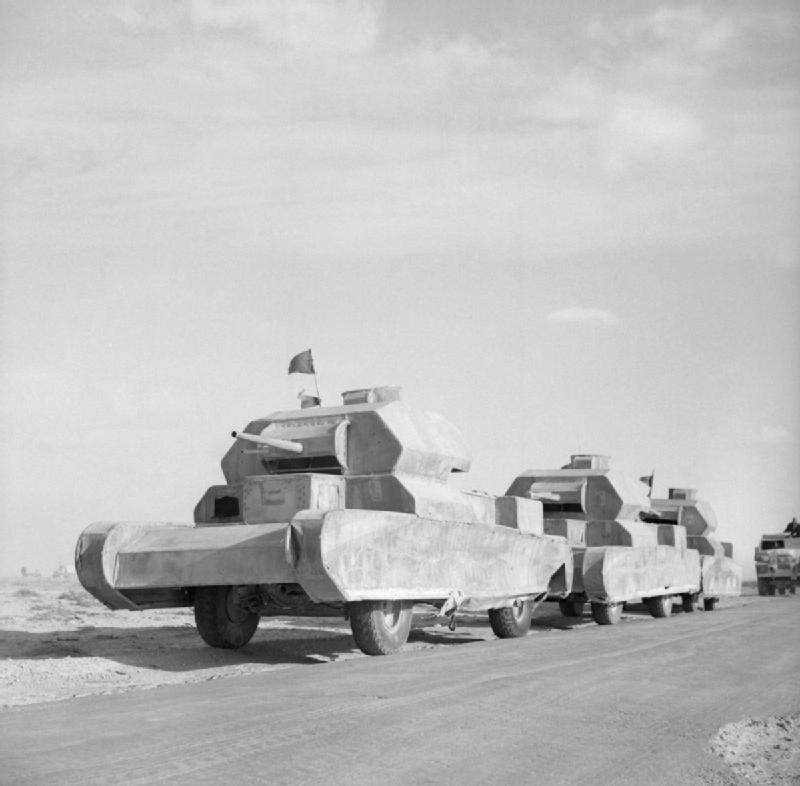
Chars factices, montés sur des camions, se rendant dans les zones avancées du désert occidental le 13 février 1942.

Les chars factices ont été beaucoup plus utilisés pendant la Seconde Guerre mondiale par l'ensemble des forces belligérantes, aussi bien les Alliés que l'Axe. Les forces allemandes ont utilisé des chars factices avant le début de la guerre pour des exercices d'entraînement et la formation,. Ce sont surtout les forces britanniques qui les ont lancés et utilisés dans un but de tromperie militaire, et les ont qualifiées de « parodies ».
Une des premières utilisations de chars factices pendant la Seconde Guerre mondiale a été organisée pendant la campagne d'Afrique du Nord. Les Royal Engineers qui y étaient stationnés ont construit environ deux chars par jour. Entre avril et juin 1941, ils ont ainsi constitué l'équivalent de trois régiments de blindés factices imitant les Royal Tank Regiments. En novembre de la même année, ils terminent un quatrième régiment. Pliables, ces chars sont transportables facilement. Les Royal Engineers les ont encore améliorés. Des jeeps ont été utilisées pour rendre les "parodies" plus mobiles : une armature en acier recouverte de toile a été placée dessus, constituant un char factice autopropulsé. La  traction par les jeeps ne permettait pas de simuler de manière réaliste le bruit ou le mouvement d'un char, mais permettait au moins à la maquette d'être déployée rapidement. Dans un autre sens, des maquettes ont été construites pour que les vrais chars ressemblent à des camions. Un autre appareil de simulation a été mis en service afin de créer à la fois des pistes de chars simulées et d'effacer de vraies traces.

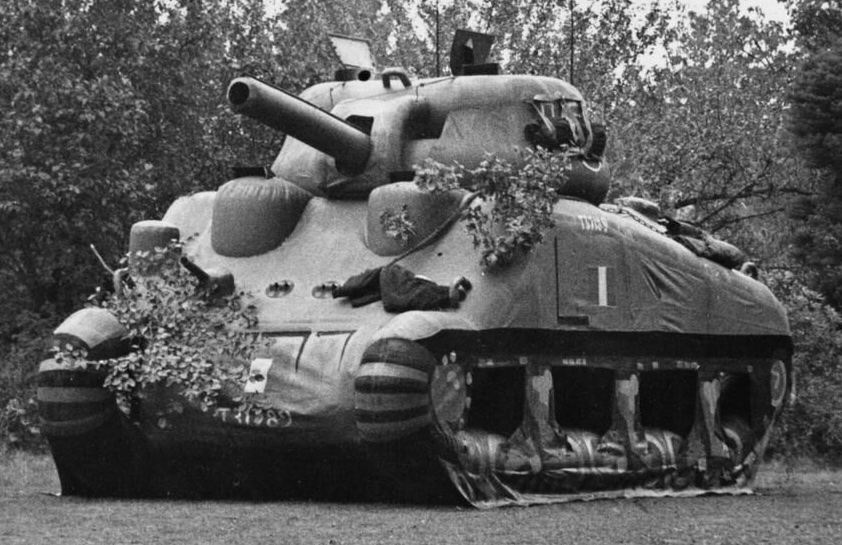
Un char factice gonflable, inspiré du M4 Sherman.

Une innovation dans la simulation a été l'utilisation de maquettes gonflables. Ces imitations ont été réalisées avec un revêtement de tissu soutenu par un réseau de tubes en caoutchouc sous pression qui permet de former une sorte de "squelette pneumatique". Ces chars factices ont généralement été préférés sur le terrain et ce, malgré leur tendance à se dégonfler rapidement en cas de perforation accidentelle ou d'obus. Lors d'une opération en septembre 1944, les Britanniques ont déployé 148 chars gonflables près de la ligne de front et la moitié de ces chars factices, environ, ont été «détruits» par des fragments de tirs de mortier et d'artillerie allemands et par des bombes alliées tombant trop près.
Les chars factices ont été utilisés dans l'opération Fortitude avant le débarquement sur les plages de Normandie. Au cours de cette opération, ils ont été utilisés en grand nombre pour confondre les renseignements allemands de deux manières : premièrement, en faisant croire que les Alliés avaient plus de chars qu'eux ; et deuxièmement, pour cacher et minimiser l'importance de l'emplacement de leurs vrais chars. Cette opération de chars factices devait tromper l'ennemi et donner l'impression que l'invasion se produirait au Pas-de-Calais plutôt qu'en Normandie,. Cependant, les véhicules factices n'auraient joué qu'un petit rôle car, à ce stade de la guerre, les Allemands ne semblaient pas capables de faire des vols de reconnaissance au-dessus de l'Angleterre et un tel effort aurait été vain. Des péniches de débarquement factices ont aussi été stationnées dans des ports de l'est et du sud-est de l'Angleterre où elles pouvaient être observées par les Allemands,. En plus de ces armes factices, la tromperie Fortitude a surtout été réalisée grâce à l'aide d'agents doubles et d'un faux trafic radio.

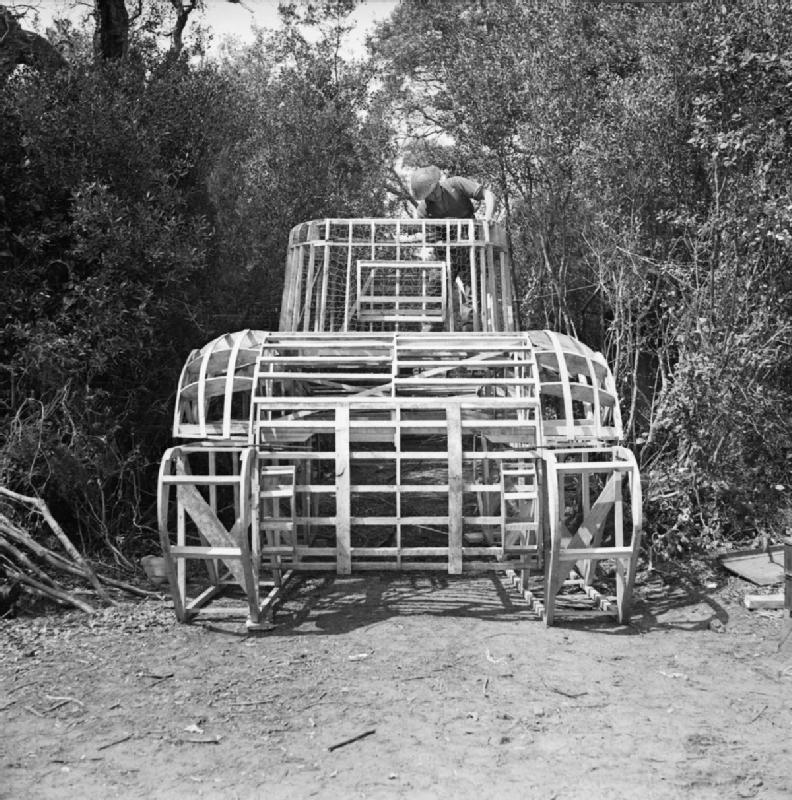
Un char Sherman factice en construction par la 6 Field Park Company, Royal Engineers, dans la tête de pont d'Anzio, le 29 avril 1944.

En 1944, au cours de l'opération Shingle à Anzio (Italie), ce sont des répliques gonflables de chars Sherman qui ont été déployées alors que les vrais chars étaient ailleurs.
Dans le théâtre d'opérations du Pacifique, les Japonais ont également utilisé des leurres ; un exemple connu est situé pendant la bataille d'Iwo Jima. Un « char » japonais s'est retrouvé encerclé par l'infanterie américaine alors que la zone avait été bombardée par l'artillerie : les américains ont découvert qu'il s'agissait d'un faux char qui était simplement une sculpture taillée dans de la cendre volcanique.
L'Armée rouge a aussi utilisé des chars factices dans le but de faire croire à une augmentation de leur nombre apparent et masquer les véritables mouvements de chars.

## Ère contemporaine

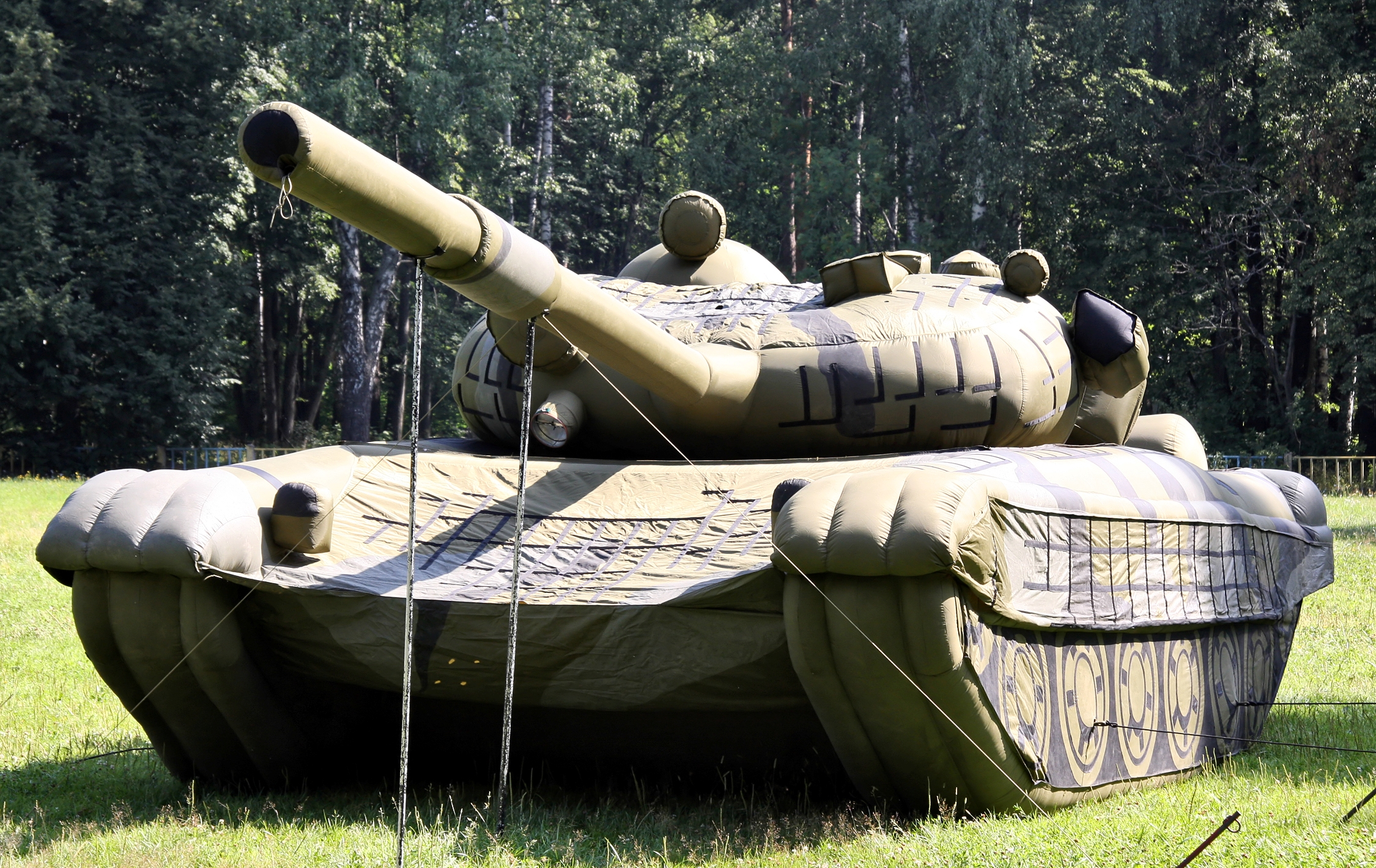
Maquette gonflable d'un char T-72 du de camouflage du génie russe.

Pendant la guerre du Kosovo, l'armée serbe a régulièrement placé des chars factices au Kosovo. Les forces de l'OTAN ont ainsi été induites en erreur et elles ont cru détruire beaucoup plus de chars qu'en réalité.
L'armée américaine a développé un char factice moderne. Il s'agit d'une imitation du char M1 Abrams non seulement en apparence, mais aussi dans sa signature thermique, afin d'apparaître réel aux détecteurs infrarouges. Un de ces leurres peut servir de cible de l'ennemi et sembler toujours opérationnel, retardant ainsi celui-ci jusqu'à une heure car il est obligé de détruire le leurre. Le coût de ces leurres M1 n'est que de 3 300 dollars, contre 4,35 millions de dollars pour un vrai M1. Le leurre est aussi pratique : une fois démonté, il ne pèse que 50 livres (soit 23 kg environ), et sa taille est réduite aux mêmes proportions qu'un sac polochon. Son générateur — environ la taille d'un téléviseur 12 pouces (30,48 cm) — facilite le gonflage, de sorte que deux personnes peuvent ériger le leurre en quelques minutes. De temps en temps, de vrais chars transportent un leurre à bord pour pouvoir le déployer en cas de nécessité.
De son côté, l'armée russe dispose, elle aussi de chars factices similaires à ceux des américains, c'est-à-dire capables d'imiter l'empreinte thermique des vrais équipements. Fabriqués par l'entreprise Rousbal, ils sont capables d'imiter les char T-80 et d'émettre aussi des ondes radio.
Plus récemment, pendant la bataille de Mossoul (2016-2017), l'État islamique d'Irak et du Levant a aussi construit et déployé des maquettes en bois de divers véhicules afin de détourner l'attention des frappes aériennes de la coalition.
Lors de l'invasion de l'Ukraine par la Russie en 2022, l'Ukraine a affirmé utiliser des répliques en bois de M142 HIMARS, ciblés par des missiles de croisière Kalibr.